# Telerate
Telerate Systems est une société américaine d'information financière en temps réel fondée en 1969, deux ans avant la création du NASDAQ américain.

## Historique
La société a été fondée par Neil Hirsch (en), un jeune diplômé de 21 ans qui venait d'être embauché par le courtier américain Merrill Lynch, avec deux millions de dollars de capital risque. Sa principale innovation est d'étendre les progrès technologiques permettant d'obtenir en direct des cours des actions, via les procédés Telequote, Quotron ou Stockmaster, à d'autres secteurs de l'industrie financière, comme les monnaies, les taux d'intérêt ou les matières premières. Elle se spécialise sur le marché du commercial paper, des dettes d'entreprises à court terme (IOUs).
En 1971, lorsqu'elle est prête à entrer en Bourse, la société est contactée par le courtier en obligations Cantor Fitzgerald qui, en 1972, prend 25 % de son capital, en épongeant 500 000 dollars de dettes. 
Comme les quatre autres spécialistes en valeurs du Trésor américain, qui centralisent le marché, refusent de dévoiler les cours de leurs transactions, Telerate a un monopole de fait sur l'information sur le prix des obligations du Trésor américain, et dès 1977, elle dégage un bénéfice de 1 million de dollars, Cantor Fitzgerald étant monté à 70 % du capital. Elle noue alors une alliance, AP-Dow Jones, une coentreprise associant Associated Press et la société Dow Jones.
En 1981, alors que Telerate s'attaque au marché de l'information financière internationale mais subit une forte concurrence de Reuters, Cantor vend sa participation de 89 % à un groupe d'investissement britannique, Exco International, pour 75 millions de dollars, le reste du capital étant aux mains des dirigeants. Telerate dégage alors un bénéfice net de 13,6 millions de dollars. Les clients paient de 540 à 700 dollars par mois et 8 000 terminaux sont installés en Amérique du Nord, auxquels s'ajoutent 2 500 autres dans 21 pays.
Au printemps 1983, trois mois après son entrée en bourse, Telerate crée une filiale pour ses activités à l'international qu'elle détient à 49,9 %, tandis qu'Associated Press et Dow Jones and Company en possèdent 25,05 %. Mais le concurrent Reuters est monté en puissance et l'action s'effondre dès l'automne 1984. Neil Hirsch se plaint qu'elle est sous-évaluée. La société doit lancer « Telerate II », un logiciel qui fonctionne sur les ordinateurs IBM ou compatibles IBM. Dow Jones and Company s'est alors associée avec l'Associated Press pour développer un « fil » économique de qualité comparable à celui de Reuter, auquel ont accès les abonnés de Telerate et de Quotron. Dans les réseaux d'information financière, le « club » Reuters s'oppose au « club » Telerate, qui ont chacun leurs systèmes propriétaires, dans une stratégie de course à la taille.
Dow Jones and Company prend une participation de 32 % du capital en 1985, pour 285 millions de dollars, valorisant symboliquement Telerate à 800 millions de dollars, puis réinvestit 415 millions de dollars pour monter à 56 % en septembre 1987, juste avant le krach boursier d'octobre 1987, puis encore 148 millions de dollars l'année suivante pour monter à 67 %. Telerate lance alors le système Matrix pour faire face au MoneyCenter de Reuters. 
Les besoins des traders ou des gérants de portefeuilles utilisant les produits Reuters ou Dow Jones Telerate sont cependant négligés par leurs fournisseurs. En plus de ces outils informatiques complexes, ils manquent de logiciels et de contenus, un créneau sur lequel l'agence d'informations financières Bloomberg va capitaliser une forte croissance dans les années 1990. Telerate est alors peu à peu marginalisés et ses services sont intégrés à ceux de Dow Jones, au sein de la fililae Dow Jones Newswires.
En 2004, Reuters décide l'acquisition de Moneyline Telerate pour environ 175 millions de dollars. La société, qui n'est plus cotée en bourse, est détenue à majorité par One Equity Partners, la branche de capital risque de BankOne.